# パンゲア (アルバム)
『パンゲア』(Pangaea) は、ジャズ・トランペット奏者マイルス・デイヴィスが、1975年2月1日に行った大阪公演の模様を収録した2枚組ライブ・アルバム。オリジナル盤発売当時は『パンゲアの刻印』という邦題がついていた。
なお、本作に収録されているのは夜の部の公演で、同時期に発表されたライブ・アルバム『アガルタ』は、同日の昼の部の公演を収録。

## 解説
マイルス・デイヴィスの3度目の日本公演の1日を記録しているというだけでなく、マイルスが1970年代に行ったレコーディングのうち公式発表された音源としては最後のものである。1980年に『ザ・マン・ウィズ・ザ・ホーン』（発表は1981年）のレコーディングを開始するまで、マイルスは長い休養期間に入った。
演奏はジャズ、ロック、ファンク、R&Bなど様々なサウンドが合体しており、その評価はマイルス・ファン（特に1970年代マイルス・ファン）にとっては非常に高い。
マッコイ・タイナーのバンドで活動していたソニー・フォーチュン（サックス、フルート）等が帯同した。1970年代のマイルスのライブは1時間弱のメドレー演奏を2セットという形式で行なわれるのが常であった。本作においても「ターンアラウンドフレーズ」「ウィリー・ネルソン」「チューン・イン・5」「イフェ」「フォー・デイヴ」といった従来からのレパートリーを立て続けに演奏しており、2つのセット全体にそれぞれ便宜的に与えられた「ジンバブウェ」「ゴンドワナ」といったタイトルはいずれも楽曲名ではない。実質的には、マイルスの統制の下に行われた集団即興演奏と言える。
マイルスのアルバムは、スタジオ盤・ライブ盤問わず、マイルスと付き合いの長いプロデューサーのテオ・マセロが編集を施すことが多いが、本作と『アガルタ』は全く編集されていない。それだけ如何にこのライブが凄まじいものだったかが理解できよう。
尚、ジャケット、アートワークは田島照久によるものである。

## 収録曲
ディスク1
1. ジンバブウェ - "Zimbabwe" (マイルス・デイヴィス) 41:48

ディスク2
1. ゴンドワナ - "Gondwana" (デイヴィス) 46:50

## 演奏メンバー
- マイルス・デイヴィス - トランペット、オルガン
- ソニー・フォーチュン - サックス、フルート
- ピート・コージー - エレクトリックギター、シンセサイザー、パーカッション
- レジー・ルーカス - エレクトリックギター
- マイケル・ヘンダーソン - エレクトリックベース
- アル・フォスター - ドラム
- ジェームズ・エムトゥーメ - コンガ、パーカッション